# Eremomusca nussbaumi
Eremomusca nussbaumi är en tvåvingeart som beskrevs av Wayne N. Mathis 1985. Eremomusca nussbaumi ingår i släktet Eremomusca och familjen vattenflugor.
Artens utbredningsområde är Israel. Inga underarter finns listade i Catalogue of Life.